# Псел (станція)
Станція Псел (рос. Пссёл, Псьол) знаходиться на дільниці залізниці Готня—Льгов неподалік від поселення Гир'ї Біловського району Курської області, підприємства якого обслуговує. Назву станції дала річка Псел, яка бере свій початок на теренах Курщини та протікає неподалік від станції.

## Історія

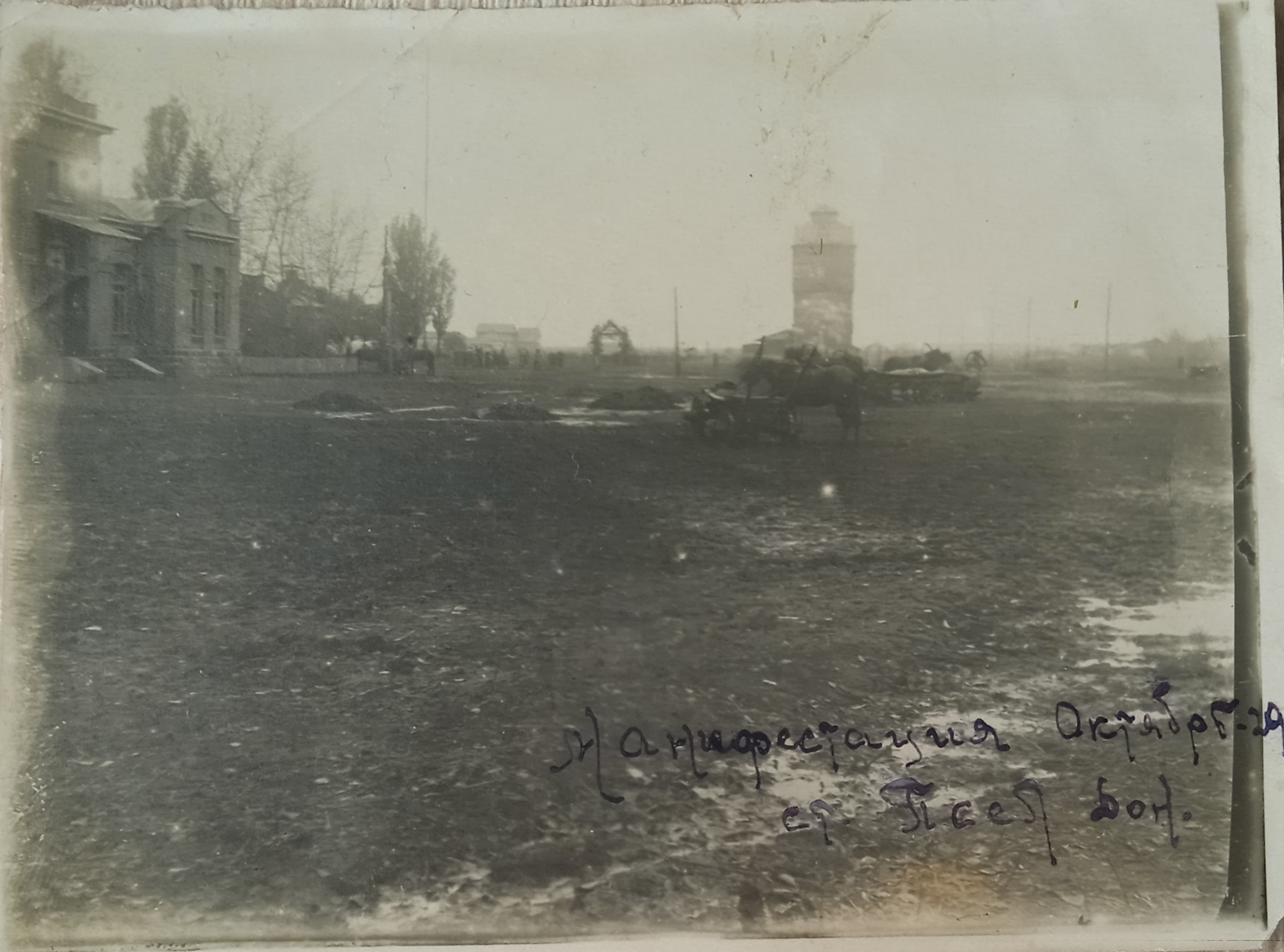
Станція Псел, 1929 рік, вид на пристанційну "площу"

Будівництво станції Псел Північно-Донецької залізниці розпочалося після затвердження раціональної траси залізниці Харків—Льгов в 1909 році. Станція відкрилася в 1910 році, регулярний рух поїздів через станцію — в 1911 році. Станція Псел розташовувалася на одноколійній залізничній дільниці Готня—Льгов. У 1937 році на напрямі уклали другу колію, через річку Псел побудували ще один залізничний міст. Після розпаду СРСР діючою залишилася знов одна колія. Станом на 2021 рік, Псел є непасажирською станцією (напрям на Готню не має регулярного руху).
В 1911—1917 роках, як і в середині 20-х—30-х роках XX століття по станції Псел робили зупинку 2 пари поїздів пасажирського сполучення на добу, у відбудовний період після революційних подій 1917—1921 років, а також після Другої Світової війни тут зупинялася 1 пара поїздів пасажирського сполучення. З 1951 року кількість пар поїздів пасажирського сполучення почала збільшуватися, однак по Пслу зупинку робили далеко не всі поїзди. З'явилися в середині ХХ століття у розкладі руху і приміські поїзди. В 1996 році було скасовано останній поїзд далекого пасажирського сполучення, в 2012 році — приміського сполучення.
В 1913 році відправлення вантажів малої швидкості від станції Псел склало 4,4 млн. пудів (71,8 тис. т), прибуття — 1,1 млн пудів (18,5 тис. т). Із самого початку існування станції, основу її вантажообігу за відправленням складали хлібні вантажі (борошно, жито, овес), за прибуттям — вугілля, пшениця, ліс і дрова, сіль тощо. Таким чином, головним вантажем станції був хліб, торгівлю яким по селу Ґір'ї, що неподалік від станції, налагодили задовго до будівництва Північно-Донецької залізниці. У 20-х роках тут було відкрито хлібний кооператив (хлібком), який у 1930 році реорганізували у зсипний пункт «Заготзерно». В 1931 році тут було облаштовано МТС. Станом на 2004—2012 роки, у селі Ґір'ї та при станції Псел діяв один із найбільш потужних зсипних пунктів Курської області, Біловська і Псельська МТС, ТОВ «Псельське» (підприємство харчової промисловості).
Ще з часів будівництва Північно-Донецької залізниці розглядалися варіанти будівництва під'їзних колій від підприємств із виробництва цукру до станції Псел. У 1911 році Харківський підрайонний комітет з перевезення вантажів розглядав клопотання місцевих земств і промисловців про будівництво нових залізниць із примиканням по роздільних пунктах Північно-Донецької залізниці. Було надано для розгляду проекти наступних залізниць: Суджа—Псел—Обоянь (близько 50 верст, прогнозований вантажообіг — 5,7 млн. пудів вантажів на рік, з них 2 млн пудів — цукор і буряки, 2 млн пудів — хлібні вантажі), Псел—Миропілля (27 верст, 6,5 млн пудів вантажів на рік), Псел—Біла (1 млн пудів вантажів на рік). Однак до 1917 року рішення щодо перетворення станції Псел у залізничний вузол прийнято не було.